# Колесников Всеволод Володимирович
Всеволод Володимирович Коле́сников (нар. 15 грудня 1915, Оренбург — пом. 27 січня 2002, Київ) — український архітектор; кандидат архітектури з 1949 року. Почесний член Української академії архвтектури з 1997 року. Батько архітектора Олександра Колесникова.

## Біографія
Народився 15 грудня 1915 року в місті Оренбурзі (нині Росія). 1938 року закінчив Київський будівельний інститут, був учнем Володимира Заболотного. З вересня 1939 року служив у Червоній армії. Брав участь у німецько-радянській війні.
Упродовж 1947—1999 років викладав у Київському інженерно-будівельному інституті: у 1970—1999 роках — доцент кафедри містобудування. Одночасно у 1943—1963 роках працював у Академії будівництва і архітектури УРСР і Київському зональному науково-дослідному інституті експериментального проєктування. Помер в Києві 27 січня 2002 року.

## Споруди, проєкти, праці
- гараж авторемонтного заводу в Сімферополі (1939);
- Ізмаїльський музично-драматичний театр (1946);
- павільйон тваринництва Республіканської сільськогосподарської виставки у Києві (нині Національний експоцентр України, 1950);
- типові проєкти 4-ри і 5-ти поверхових житлових будинків для Української РСР (1955—1958, у співавторстві з В. Лазаренком, Ірфаном Шемседіновим, С. Грінбергом);
- типові проєкти житлових будинків для забудови лівого берега Дніпра у Києві (1965);
- проєкти великопанельних 5-ти і 9-ти поверхових будинків для Української РСР (у співавторстві);
- архітектурна частина монументу студентам і співробітникам Київського інженерно-будівельного інституту, які загинули під час німецько-радянської війни (1975);
- інженерна стрижнева композиція в центрі площі Українських Героїв у Києві (1981).

Автор праць:
- "Архитектура школьных зданий" (Київ, 1952, у співавтостві з Павлом Альошиним, Олександром Марінченком);
- "Архитектурная отделка фасадов крупнопанельных жилых домов" (Київ, 1964, у співавтостві);
- "Архитектурное проектирование жилых и общественных зданий и их комплексов в странах Азии, Африки и Латинской Америки" (Київ, 1985; навчальний посібник).